# Мімінг
Мімінг (нім. Mieming) —  громада округу Імст у землі Тіроль, Австрія.
Мімінг лежить на висоті  864 м над рівнем моря і займає площу  50,39 км². Громада налічує 3458 мешканців. 
Густота населення 69/км².  
|                                 |
| Мімінг на мапі округу та землі. |

 Адреса управління громади: Obermieming 175, 6414 Mieming.

## Демографія
Історична динаміка населення міста за даними сайту Statistik Austria

## Виноски
1. ↑  Dauersiedlungsraum der Gemeinden Politischen Bezirke und Bundesländer - Gebietsstand 1.1.2018 — Статистичне управління Австрії.
2. ↑  https://www.statistik.at/blickgem/blick1/g70209.pdf
3. ↑  www.mieming.tirol.gv.at. Архів оригіналу за 28 грудня 2021. Процитовано 8 серпня 2021.
4. ↑  Gemeindedaten von Mieming. Архів оригіналу за 8 вересня 2019. Процитовано 21 липня 2013.

| Австрія | Це незавершена стаття з географії Австрії. Ви можете допомогти проєкту, виправивши або дописавши її. |